# بروس جاي فريدمان
بروس جاي فريدمان (بالإنجليزية: Bruce Jay Friedman)‏ (26 أبريل 1930، ذا برونكس في الولايات المتحدة)؛ كاتب سيناريو، كاتب مسرحي وروائي أمريكي.

## روابط خارجية
- بروس جاي فريدمان على موقع IMDb (الإنجليزية)
- بروس جاي فريدمان على موقع الموسوعة البريطانية (الإنجليزية)
- بروس جاي فريدمان على موقع ألو سيني (الفرنسية)
- بروس جاي فريدمان على موقع أول موفي (الإنجليزية)
- بروس جاي فريدمان على موقع قاعدة بيانات الأفلام السويدية (السويدية)
- بروس جاي فريدمان على موقع قاعدة بيانات الفيلم (الإنجليزية)
- بروس جاي فريدمان على موقع كينوبويسك (الروسية)